# Singing Ax
Singing Ax — восьмой студийный альбом американского фолк-музыканта Джоша Тиллмана, выпущенный под сценическим псевдонимом J. Tillman. Он был издан 14 сентября 2010 года лейблом Western Vinyl. Это последний альбом Тиллмана, выпущенный под этим именем. Альбом выпущен только в формате винила LP и Mp3. Он был записан за три дня в феврале 2010 года Стивом Альбини на студии Electrical Audio в Чикаго, а мастеринг выполнил Боб Уэстон.

## История
В интервью после перехода от J. Tillman к Father John Misty Тиллман объяснил, почему у Singing Ax было так мало промоушена: «Я не гастролировал с Singing Ax и даже никак не продвигал его. Я не дал ни одного интервью, ничего. Все, что я могу сказать, это то, что он был выложен на веб-странице Western Vinyl, и это была практически вся его раскрутка, если это вообще можно назвать раскруткой. Я не стал выпускать его в Великобритании, потому что не хотел ехать туда и гастролировать. Этот проект действительно был похож на то, как будто я поднял руки вверх. Последняя песня на нём, „A Seat at the Table“, именно об этом. Это было похоже на „Я закончил“».
Альбом просочился в интернет 15 августа 2010 года.

## Отзывы
| Оценки критиков | Оценки критиков |
| Источник        | Оценка          |
| --------------- | --------------- |
| Paste Magazine  | 7.6/10          |
| Pitchfork Media | 7.4/10          |
| AllMusic        | [ 6 ]           |

Альбом получил положительные отзывы музыкальных критиков и интернет-изданий.
Марси Донелсон из AllMusic отметил, что «Вышедший в 2010 году альбом Singing Ax — это, по сути, альбом J. Tillman, который положил конец всем альбомам Дж. Тиллмана. Это неапологетичное возвращение к скупости его ранних работ, а также лирическая и вокальная кульминация: лирика, изобилующая образами и поэтическим повествованием, и рассказ в стиле истории, который по-прежнему интимный, но более целенаправленный, чем самые деликатные моменты его прошлых записей. Это также последняя сольная работа Джоша Тиллмана перед тем, как он отказался от псевдонима J. Tillman с его задумчивыми, очень сырыми текстами и выступлениями, оставил работу барабанщика в группе Fleet Foxes и взял псевдоним Father John Misty для более направленного внешнего вокала и содержания. Записанный легендой продюсирования In Utero Стивом Альбини, Singing Ax получился незамысловатым, но крепким. Непринуждённый аккомпанемент акустической гитары и барабанов на открывающем треке „Three Sisters“ задаёт спокойный, серьёзный тон альбому, который не ослабевает. Песня представляет собой своеобразный сольный спиричуэл, притчу, в которой используются такие библейские фразы, как „недостаток богатства“ и „звери полевые и птицы небесные“. Как и в его предыдущем релизе, Year in the Kingdom, библейский язык и ссылки изобилуют на этой пластинке, что соответствует её поэтическим, вневременным текстам, как, например, в заглавном треке: „И нет пророка на горе, чьи слова не были бы заглушены/Нашими пальцами саранчи, бесконечно щёлкающими в наших коленях/Мы обменяли божественное наследство, чтобы сорвать наши языческие маски“. Типично изящные мелодии Тиллмана не утратили своей актуальности и здесь, например, в лилейной „Our Beloved Tyrant“ и в отбивающей такт „Tillman’s Rag“, с её уменьшенными аккордами и скользящей, синкопированной вокальной линией. Финальный трек „A Seat at the Table“, завершающий главу его карьеры, может стать приветствием его искусным, но недооценённым сольным работам под именем J. Tillman: „Я хотел построить здесь памятник / С лицом в грязи и руками в воздухе / Но никто не пришёл и никому не было дела / Так что я собрал свои кирпичи и исчез“».

## Список композиций
| №                   | Название                  | Длительность |
| ------------------- | ------------------------- | ------------ |
| 1.                  | «Three Sisters»           | 6:37         |
| 2.                  | «Diamondback»             | 3:43         |
| 3.                  | «Love No Less Worthy»     | 3:15         |
| 4.                  | «One Task»                | 4:34         |
| 5.                  | «Our Beloved Tyrant»      | 5:18         |
| 6.                  | «Tillman’s Rag»           | 3:04         |
| 7.                  | «Mere Ornaments»          | 4:47         |
| 8.                  | «Singing Ax»              | 3:43         |
| 9.                  | «Madness On The Mountain» | 3:22         |
| 10.                 | «Maria»                   | 2:35         |
| 11.                 | «A Seat At The Table»     | 4:06         |
| Общая длительность: | Общая длительность:       | 45:04        |